# إيتوكسيريدين
إيتوكسيريدين هو مشتق من (رباعي- فينيل البيبريدين) 4-phenylpiperidine المرتبط بعقار مسكن أفيوني يستخدم سريريًا بيثيدين (ميبيريدين).
تم تطوير مخدر إيتوكسيريدين في الخمسينيات من القرن الماضي وتم فحصه لاستخدامه في التخدير الجراحي ، ومع ذلك لم يتم تسويقه مطلقًا ولا يستخدم حاليًا في المجال الطبي.  كما هو الحال مع المواد الأفيونية الأخرى التي لم تكن قيد الاستخدام السريري أثناء صياغة قانون المواد الخاضعة للرقابة ، يتم تصنيفها على أنها مخدرة من الجدول الأول.

## الأسماء التجارية
(Carbetidine ، Atenos)